# Edo Benedetti
Edo Benedetti (Mori, 10 gennaio 1922 – Trento, 16 aprile 2012) è stato un politico e dirigente d'azienda italiano, sindaco di Trento dal 1964 al 1974, è stato inoltre fondatore e presidente onorario di numerose società sportive della Provincia autonoma di Trento.

## Biografia
Dal 1943 partecipò alla guerra di liberazione come sottotenente dei Granatieri, volontario aggregato all'Esercito americano. In seguito è stato insignito della cittadinanza onoraria di Mignano Monte Lungo (provincia di Caserta) e di Legnano (Provincia di Milano).
Nel 1949 diventò direttore generale per le attività economiche della Regione Trentino-Alto Adige. Il 15 luglio 1964 fu eletto sindaco di Trento per la Democrazia Cristiana, venendo rieletto l'11 agosto 1969 e rimanendo in carica fino al 1974. Dal 26 agosto 1969 al 21 novembre 1972 è stato anche Assessore alle finanze e polizia urbana e dal 14 dicembre 1972 al 17 novembre 1974 è stato Assessore alle attività economiche, finanze e polizia urbana. Durante la sua amministrazione fu approvato il piano regolatore. Dal 1977 al 1978 è stato commissario del governo al Comune di Rovereto.
Nel 1972 entrò nel consiglio di amministrazione di Itas Mutua. Nel 1978 ne diventò vicepresidente e dall'anno successivo presidente di questa e di Itas Service Srl. È stato anche presidente di Itas Assicurazioni SpA. Dal 2001 è amministratore unico di Itas Holding Srl. Dal 2005 è nel consiglio d'amministrazione di Finanziaria Trentina.
Ha ricoperto fino alla morte il ruolo di Presidente onorario della Trentino Volley.
Il 1º giugno 2001 è stato nominato cavaliere del lavoro.
È morto nel 2012 all'età di 90 anni.